# أرنولد وولفنديل
السير أرنولد وولفنديل (بالإنجليزية: Arnold Wolfendale)‏ (25 يونيو 1927 - 21 ديسمبر 2020) كان عالم فلك بريطاني شغل منصب الفلكي الرابع عشر الملكي من 1991 إلى 1995. كان أستاذًا للفيزياء في جامعة درم من عام 1965 حتى عام 1992 وشغل منصب رئيس الجمعية الفيزيائية الأوروبية (1999-2001). كان رئيس الجمعية الفلكية الملكية من 1981 إلى 1983.